# Université de Pardubice
L'université de Pardubice (en tchèque Univerzita Pardubice, UPCE) est une université tchèque fondée en 1950 à Pardubice. Elle accueillait environ 8 000 étudiants en 2005. 
Elle comporte 7 facultés.

## Histoire
À la suite de la Seconde Guerre mondiale, les usines chimiques de la ville ont demandé la création d'une université à proximité. Lors de sa création en 1950, l'université a été nommée Vysoká škola chemická (Institut de Chimie), puis renommée Vysoká škola chemicko-technologická (Institut des technologies chimiques) en 1954. En 1990, de nouvelles facultés ont été créées et en 1994 l’institution a été renommée Univerzita Pardubice.

## Facultés
- Faculté de Transport Jan Perner (Dopravní fakulta Jana Pernera, DF JP, fondée en 1992)
- Faculté d’Économie et d'Administration (Fakulta ekonomicko-správní Pardubice, FES, fondée en 1991)
- Faculté des Arts et de Philosophie (Fakulta filozofická, FF,  anciennement Fakulta humanitních studií, fondée en 1992)
- Faculté des Technologies Chimiques (Fakulta chemicko-technologická, FChT, fondée en 1950)
- Faculté de Restauration Artistique (Fakulta restaurování, FR, fondée en 2005) à Litomyšl
- Faculté d'Ingénierie Électrique et d'Informatique (Fakulta elektrotechniky a informatiky, FEI, fondée en 2002)
- Faculté des Études Médicales (Fakulta zdravotnických studií, FZS, fondée en 2002)